# Vyhlídka na jezero Plateliai
Vyhlídka na jezero Plateliai, litevsky Platelių ežero apžvalgos aikštelė, je kamenná vyhlídka na kopci nad západní částí jezera Plateliai ve městě Plateliai v okrese Plungė v Žemaitijském národním parku v Telšiaiském kraji v Litvě.

## Galerie

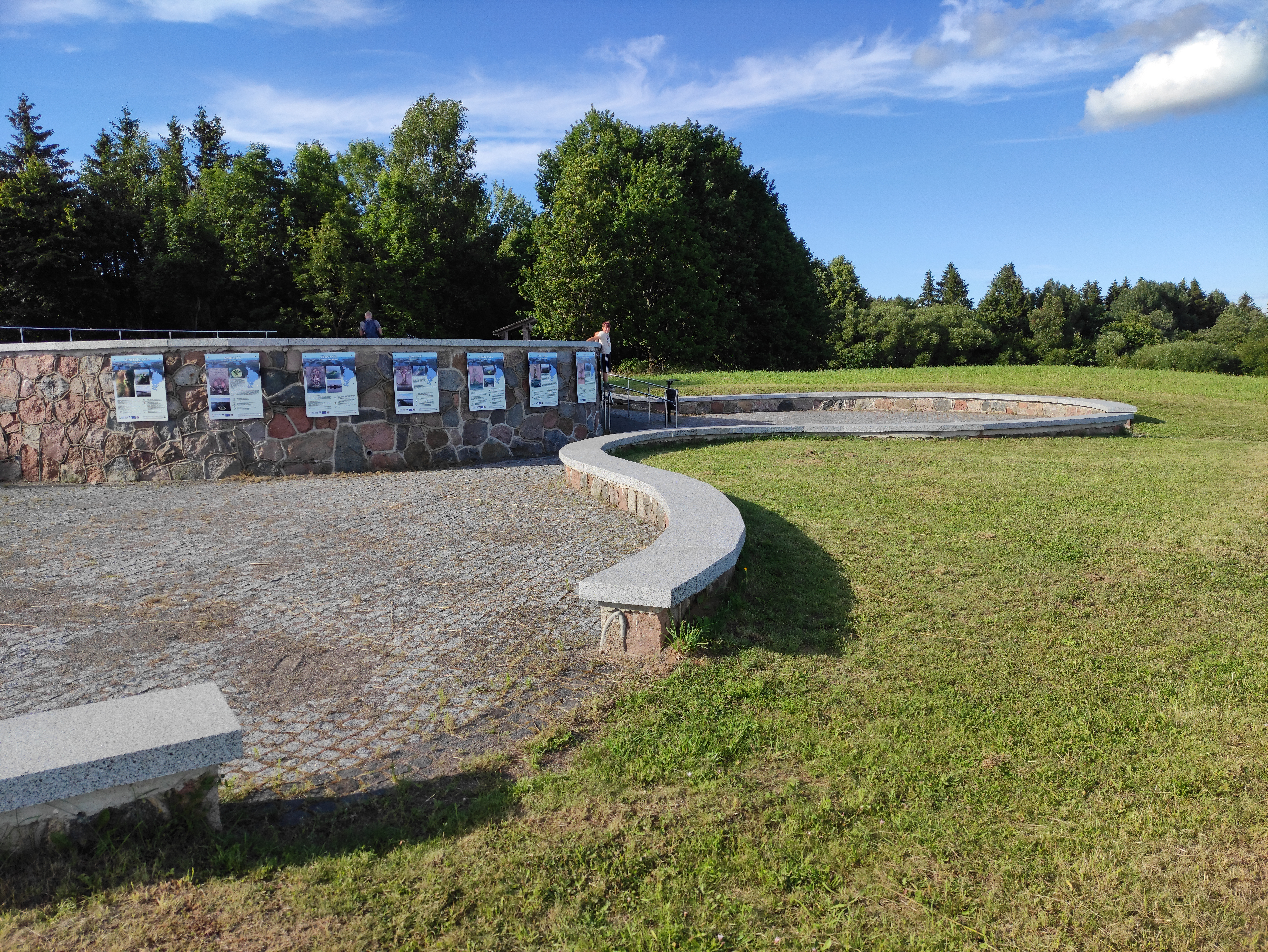

## Další informace
Vyhlídka na jezero Plateliai je častým turistickým cílem a nabízí vyhlídku na jezero Plateliai, jeho ostrovy, poloostrovy, lesy a krajinu ovlivněnou zaniklým ledovcem z doby ledové. V roce 2017 byla postavena kamenná vyhlídka tak, aby byla přístupná i vozíčkářům a nevidomým. Bylo zde umístěno také 8 informačních panelů vybavených Braillovým písmem a textem v litevštině a angličtině, lavičky a stojany pro kola. Místo je celoročně volně přístupné.